# I. e. 236
Évszázadok: i. e. 4. század – i. e. 3. század – i. e. 2. század
Évtizedek: i. e. 280-as évek – i. e. 270-es évek – i. e. 260-as évek – i. e. 250-es évek – i. e. 240-es évek – i. e. 230-as évek – i. e. 220-as évek – i. e. 210-es évek – i. e. 200-as évek – i. e. 190-es évek – i. e. 180-as évek
Évek: i. e. 241 – i. e. 240 – i. e. 239 – i. e. 238 –  i. e. 237 – i. e. 236 – i. e. 235 – i. e. 234 – i. e. 233 – i. e. 232 – i. e. 231

## Események

### Hellenisztikus birodalmak
- Antiokhosz Hierax - anyja, Laodiké támogatásával - szövetkezik Pontosszal és a galatiai keltákkal és Anküra mellett döntő vereséget már bátyjára, II. Szeleukosz királyra. Szeleukosz visszavonul és a Taurusz-hegységtől nyugatra eső régiót öccsére hagyja.
- Egyiptomban III. Ptolemaiosz Eratoszthenészt nevezi ki az alexandriai könyvtár élére.

### Róma
- Publius Cornelius Lentulus Caudinust és Caius Licinius Varust választják consulnak.

## Halálozások
- Quintus Lutatius Cerco, római államférfi és hadvezér

## Fordítás
- Ez a szócikk részben vagy egészben  a(z)   236 BC című angol Wikipédia-szócikk ezen változatának fordításán alapul.  Az eredeti cikk szerkesztőit annak laptörténete sorolja fel. Ez a jelzés csupán a megfogalmazás eredetét és a szerzői jogokat jelzi, nem szolgál a cikkben szereplő információk forrásmegjelöléseként.